# Démouville
Démouville – miejscowość i gmina we Francji, w regionie Normandia, w departamencie Calvados.
Według danych na rok 1990 gminę zamieszkiwało 2495 osób, a gęstość zaludnienia wynosiła 701 osób/km² (wśród 1815 gmin Dolnej Normandii Démouville plasuje się na 76. miejscu pod względem liczby ludności, natomiast pod względem powierzchni na miejscu 1004.).
W miejscowości znajduje się Biscuiterie Jeannette 1850, wytwórnia tradycyjnych francuskich ciastek, w tym magdalenek.